# أم السعد بنت عصام الحميري
أم السعد بنت عصام الحميري أو سعدونة كانت شاعرة مسلمة من مدينت قرطبة في الأندلس. هي ماتت عام 1243 (حقبة عامة).